# Adelbert Reif
Adelbert Reif (* 1936 in Berlin; † 4. Juli 2013 in München) war ein deutscher Journalist sowie Wissenschafts- und Kulturpublizist.

## Leben
Reif volontierte zunächst bei einer Zeitung. Er war dann ab den 1970er Jahren als Auslandskorrespondent, Lektor eines Musikverlags und Redakteur tätig und publizierte in deutschsprachigen Zeitungen und Zeitschriften wie Aargauer Zeitung, Börsenblatt, Deutsches Allgemeines Sonntagsblatt, Der Standard, Der Tagesspiegel, Die Horen, Die Presse, Die Tat, Die Welt, General-Anzeiger, Kölner Stadt-Anzeiger, National-Zeitung, Neue Zürcher Zeitung, Rheinischer Merkur, Schweizerische Handelszeitung, Sinn und Form Spandauer Volksblatt und Stuttgarter Nachrichten.
Er führte zahlreiche Interviews mit bedeutenden Intellektuellen, Künstlern und Wissenschaftlern wie Ilse Aichinger, Hannah Arendt, Roland Barthes, Ernst Bloch, Hellmut Flashar, Ossip K. Flechtheim, Saul Friedländer, Max Frisch, Erich Fromm, Nadine Gordimer, Julien Green, Werner Heisenberg, Eugène Ionesco, John Irving, Imre Kertész, Arthur Koestler, Pavel Kohout, Leszek Kolakowski, Bruno Kreisky, Hans Küng, Rupert Lay,  Stanisław Lem, Siegfried Lenz, György Ligeti, Hermann Lübbe, Georg Lukács, Golo Mann, Fritz Mierau, Edgar Morin, Gerhard Roth, Annemarie Schimmel, Alexander Schwan, Albert Speer, Claude Lévi-Strauss, Edward Teller, Martin Walser und Carl Zuckmayer. Reif veröffentlichte mehrere Bücher, darunter die Gespräche mit Hannah Arendt (1976) und Mythos und Bedeutung. Fünf Radiovorträge. Gespräche mit Claude Lévi-Strauss (1992).
Bis 2002 war er Vorsitzender der CDU-nahen nationalkonservativen Deutschland-Stiftung. Er lebte zuletzt in München und war mit der Kulturredakteurin Ruth Renée Reif verheiratet.

## Schriften (Auswahl)
- Roland Barthes: Antworten der Strukturalisten (= Standpunkt[e]). Hoffmann und Campe, Hamburg 1973, ISBN 3-455-09053-2.
- Gespräche mit Hannah Arendt (= Serie Piper, 138). Piper, München 1976, ISBN 3-492-00438-5.
- Die Zukunft der Wirtschaft. Analysen und Prognosen (= Neue Edition List). List, München 1976, ISBN 3-471-66550-1.
- Albert Speer: Technik und Macht (= Ullstein-Buch, Nr. 33021). Ullstein, Frankfurt am Main 1981, ISBN 3-548-33021-5.
- „Denken heisst überschreiten“. In memoriam Ernst Bloch 1885–1977 (= Ullstein-Buch, Nr. 35152). Ullstein, Frankfurt am Main 1982, ISBN 3-548-35152-2.
- mit Theo Faulhaber: Mut zum Morgen. Konturen der Zukunft. Herbig, München 1987, ISBN 3-7844-7218-4.
- mit Theo Faulhaber: An den Grenzen der Ratio. Conturengespräche. Herbig, München 1988, ISBN 3-7844-7232-X.
- mit Ruth Renée Reif: Grenzgespräche. Dreizehn Dialoge über Wissenschaft (= Edition Universitas). Hirzel, Stuttgart 1993, ISBN 3-8047-1269-X.
- Claude Lévi-Strauss. Mythos und Bedeutung. 5 Radiovorträge (= Edition Suhrkamp, 3323). Einmalige Sonderausgabe, Suhrkamp, Frankfurt am Main 1996, ISBN 3-518-13323-3.